# Heresiarches vishwanathai
Heresiarches vishwanathai là một loài tò vò trong họ Ichneumonidae.